# Алгар, Джеймс
Джеймс «Джим» Алгар (англ. James Algar; 11 июня 1912, Модесто, штат Калифорния — 26 февраля 1998, Кармел, Калифорния) — американский кинорежиссёр
, сценарист, продюсер и мультипликатор, работавший на студии Уолта Диснея. Его режиссёрские работы о дикой природе были удостоены 8 премий «Оскар». Он получил награду «Disney Legends Award» в 1998 году.

## Биография
Алгар родился в Модесто (штат Калифорния), учился в Стэнфордском университете, был редактором студенческого юмористического журнала. Рисуя для журнала иллюстрации, Джим увлёкся мультипликацией и в 1934 году, после получения им диплома журналиста, пришёл работать на студию Уолта Диснея. В качестве мультипликатора работал над мультфильмом «Белоснежка и семь гномов».
От работы мультипликатором Алгар перешёл к режиссуре, создав для мультфильма «Фантазия» ставший классикой мультипликации эпизод «Ученик чародея», рассказывающий о приключениях Микки Мауса. Также Джим работал над эпизодами мультфильма «Бэмби», а в годы Второй мировой войны снял для ВВС документальный фильм «Победа через мощь в воздухе».
После войны Уолт Дисней стал снимать фильмы о дикой природе, и главным режиссёром студии в данном жанре стал Джим Алгар, принесший студии 8 премий «Оскар». Одним из его фильмов стал «Белая пустошь», широко известный как фабрикация мифа о самоубийстве леммингов во время массовой миграции. Вся сцена миграции и самоубийства была полностью постановочной.
В 1960-е годы Алгар работал над телевизионным сериалом «Удивительный мир Диснея». Также Джим разработал аттракцион «Величайшие моменты Мистера Линкольна» для Всемирной выставки 1964 года и участвовал в создании Диснейленда.
Проработав 43 года на студии Уолта Диснея, Алгар вышел на пенсию 31 октября 1977 года.

## Избранная фильмография
- 1937 — Белоснежка и семь гномов — аниматор
- 1940 — Фантазия (эпизод «Ученик чародея») — режиссёр
- 1943 — Победа через мощь в воздухе — режиссёр
номинация на премию «Оскар» за лучшую музыку к фильму
- 1948 — Остров тюленей — режиссёр
премия «Оскар» за лучший игровой короткометражный фильм
- 1949 — Приключения Икабода и мистера Тоада — режиссёр
- 1950 — В Бивер-Вэлли — режиссёр
премия «Оскар» за лучший игровой короткометражный фильм
приз первого Берлинского международного кинофестиваля в номинации лучший документальный фильм
- 1951 — Пол-акра природы — режиссёр
премия «Оскар» за лучший игровой короткометражный фильм
- 1953 — Страна медведей — режиссёр
премия «Оскар» за лучший игровой короткометражный фильм
- 1953 — Живая пустыня — режиссёр
премия «Оскар» за лучший документальный полнометражный фильм
- 1954 — Исчезающая прерия — режиссёр
премия «Оскар» за лучший документальный полнометражный фильм
- 1958 — Белая пустошь — режиссёр
премия «Оскар» за лучший документальный полнометражный фильм
- 1958 — Гранд-Каньон — режиссёр
премия «Оскар» за лучший игровой короткометражный фильм